# Karisilla
Koordinaten: 57° 59′ N, 27° 35′ O
Karisilla ist ein Dorf (estnisch küla) im Südosten Estlands. Es gehört zur Landgemeinde Setomaa im Kreis Võru (bis 2017 Mikitamäe im Kreis Põlva).
Das Dorf hat 62 Einwohner (Stand 31. Dezember 2011). Durch den Ort fließt der Bach Karisilla oja.